# Andy Marshall
Andrew "Andy" John Marshall (ur. 14 kwietnia 1975 w Bury St Edmunds) – angielski piłkarz występujący na pozycji bramkarza. Obecnie jest wolnym zawodnikiem.

## Kariera klubowa
Marshall karierę piłkarską rozpoczął w Norwich City, gdzie początkowo występował w zespołach juniorskich. W 1994 roku włączono go do pierwszej drużyny. Zadebiutował w niej w grudniu tego samego roku, wchodząc z ławki rezerwowych za kontuzjowanego Bryana Gunna w meczu z Nottingham Forest. Z powodu urazu Szkota Marshall był podstawowym graczem Norwich do końca sezonu. Rok później wrócił na boiska i Marshall 9 września 1996 roku został wypożyczony do Bournemouth. Przez dwa miesiące zagrał tam w 11 ligowych meczach. Następnie grał przez miesiąc w Gillingham, gdzie wystąpił w pięciu spotkaniach. 
W marcu 1997 roku Marshall stał się podstawowym zawodnikiem Norwich City i do końca sezonu rozegrał w tym zespole siedem spotkań. Przez następne sezony nie tracił miejsca w podstawowej jedenastce; do 2001 roku w zespole Norwich City rozegrał 195 ligowych meczów. Następnie, 2 lipca 2001 roku podpisał kontrakt z Ipswich Town. W klubie tym zadebiutował 12 stycznia 2002 roku w meczu Premier League z Tottenhamem Hotspur. W pierwszym sezonie wraz ze swoim klubem spadł do Football League Championship. Marshall nie był wówczas podstawowym zawodnikiem swojego klubu. Podstawowym bramkarzem Ipswich był Matteo Sereni. Po spadku z Premier League Marshall występował częściej. 
12 listopada został wypożyczony do Wolverhamptonu Wanderers. Przez dwa miesiące nie zagrał w tym klubie żadnego spotkania. 28 stycznia 2004 roku Marshall został ponownie wypożyczony, tym razem do Millwall. Przez dwa miesiące zagrał tam w siedmiu spotkaniach, zaś następnie przeszedł definitywnie do tego zespołu. Był tam podstawowym graczem. Do 2006 roku zagrał w blisko 60 spotkaniach. W maju 2004 roku wystąpił w przegranym 3:0 z Manchesterem United finale Pucharu Anglii. 30 czerwca 2006 roku przeszedł do Coventry City. W nowym zespole zadebiutował 6 sierpnia w spotkaniu z Sunderlandem. Szybko stał się podstawowym graczem klubu. W sezonie 2006/2007 zagrał w 41 ligowych spotkaniach. W ciągu następnych dwóch lat zagrał w 18 meczach. Łącznie do 2009 roku Marshall w zespole Coventry wystąpił 59 razy.
13 sierpnia 2009 roku Marshall podpisał kontrakt z Aston Villą, gdzie występował przez jeden sezon i nie rozegrał żadnego meczu.

## Kariera reprezentacyjna
W 1996 roku Marshall zagrał czterokrotnie w reprezentacji Anglii U-21.